# 小坂達朗
小坂 達朗（こさか たつろう、1953年〈昭和28年〉1月18日 - ）は、日本の実業家。中外製薬株式会社代表取締役社長や、同社代表取締役会長、日本経団連審議員会副議長、日本製薬工業協会副会長を務めた。東京都出身。

## 人物・経歴
東京都出身。1976年北海道大学農学部農芸化学科卒業、中外製薬入社。3年間医薬情報担当者を務めたのち、国際部に移り、ニューヨーク駐在などを務めた。海外事業やマーケティングに強く、1995年にはイギリスの中外ファーマ・ヨーロッパ社副社長に就任。2000年中外製薬医薬事業戦略室長。2002年執行役員経営企画部長。2004年常務執行役員経営企画部長。2010年取締役専務執行役員。2012年代表取締役社長・最高執行責任者（COO）。2016年アサヒグループホールディングス取締役。2018年には25年間トップを務めた永山治の後任として中外製薬代表取締役社長・最高経営責任者(CEO)に就任。2019年日本製薬工業協会副会長。2020年中外製薬代表取締役会長・最高経営責任者(CEO)。2022年中外製薬特別顧問、三菱電機取締役、日本経団連審議員会副議長。

## 履歴

### 学歴・職歴
- 1976年（昭和51年）3月 - 北海道大学農学部農芸化学科卒業。
- 1976年（昭和51年）4月 - 中外製薬株式会社入社[11]。
- 1995年（平成7年）4月 - 中外ファーマ・ヨーロッパ（UK）リミテッド出向 副社長[11]。
- 2000年（平成12年）6月 - 中外製薬株式会社 医薬事業戦略部部長[11]。
- 2002年（平成14年）10月 - 中外製薬株式会社執行役員 経営企画部部長[11]。
- 2004年（平成16年）10月 - 中外製薬株式会社常務執行役員 経営企画部部長[11]。
- 2005年（平成17年）3月 - 中外製薬株式会社常務執行役員 営業統轄本部副統轄本部長[11]。
- 2005年（平成17年）7月 - 中外製薬株式会社常務執行役員 戦略マーケティングユニット長[11]。
- 2008年（平成20年）1月 - 中外製薬株式会社常務執行役員 戦略マーケティングユニット長兼企画部部長[12]。
- 2008年（平成20年）3月 - 中外製薬株式会社常務執行役員 海外開発部門担当兼ライフサイクルマネジメント・マーケティングユニット長兼ライフサイクルマネジメント第二部部長[13]。
- 2008年（平成20年）10月 - 中外製薬株式会社常務執行役員 海外開発部門担当兼ライフサイクルマネジメント・マーケティングユニット長[14]。
- 2009年（平成21年）10月 - 中外製薬株式会社常務執行役員 海外開発部門担当兼ライフサイクルマネジメント・マーケティングユニット長兼戦略マーケティング委員会議長[15]。
- 2010年（平成22年）3月 - 中外製薬株式会社取締役専務執行役員 営業管掌兼海外開発部門担当兼ライフサイクルマネジメント・マーケティングユニット長[16]。
- 2011年（平成23年）1月 - 中外製薬株式会社取締役専務執行役員 ポートフォリオマネジメント、ライフサイクルマネジメント・マーケティング管掌兼事業開発担当[17]。
- 2012年（平成24年）1月 - 中外製薬株式会社取締役専務執行役員 ポートフォリオマネジメント、ライフサイクルマネジメント・マーケティング、営業管掌兼事業開発担当[18]。
- 2012年（平成24年）3月 - 中外製薬株式会社代表取締役社長兼COO[19]。
- 2016年（平成28年）3月 - アサヒグループホールディングス株式会社社外取締役（現任）[20][21]。
- 2018年（平成30年）3月 - 中外製薬株式会社代表取締役社長兼CEO[22]。
- 2019年（令和元年）5月 - 日本製薬工業協会副会長（現任）[23]。
- 2020年（令和2年）3月 - 中外製薬株式会社代表取締役会長兼CEO。
- 2021年（令和3年）3月 - 中外製薬株式会社代表取締役会長（現任）。

### 受賞・栄誉
- 2019年（平成31年）2月 - 日本オープンイノベーション大賞文部科学大臣賞（内閣府・文部科学省）。

## 現職
- 中外製薬株式会社代表取締役会長
- 日本製薬工業協会副会長[24]
- アサヒグループホールディングス株式会社社外取締役[25]